# Comuna de Korsze
Korsze (polaco: Gmina Korsze) é uma gminy (comuna) na Polónia, na voivodia de Vármia-Masúria e no condado de Kętrzyński. A sede do condado é a cidade de Korsze.
De acordo com os censos de 2004, a comuna tem 10 738 habitantes, com uma densidade 43 hab/km².

## Área
Estende-se por uma área de 249,94 km², incluindo:
- área agricola: 77%
- área florestal: 13%

## Demografia
Dados de 30 de Junho 2004:
|                      | Total   | Total | Mulheres | Mulheres | Homens  | Homens |
| -------------------- | ------- | ----- | -------- | -------- | ------- | ------ |
|                      | pessoas | %     | pessoas  | %        | pessoas | %      |
| População            | 10 738  | 100   | 5349     | 49,8     | 5389    | 50,2   |
| Densidade (pop./km²) | 43      | 100   | 21,4     | 21,4     | 21,6    | 21,6   |

De acordo com dados de 2002, o rendimento médio per capita ascendia a 1358,25 zł.

## Subdivisões
- Babieniec, Błogoszewo, Bykowo, Dłużec Wielki, Garbno, Gudniki, Gudziki, Kałwągi, Karszewo, Kraskowo, Łankiejmy, Parys, Piaskowiec, Płutniki, Podlechy, Prosna, Saduny, Sajna Wielka, Sątoczno, Suśnik, Tołkiny.

## Comunas vizinhas
- Barciany, Bisztynek, Kętrzyn, Reszel, Sępopol